# Araneus dreisbachi
Araneus dreisbachi là một loài nhện trong họ Araneidae.
Loài này thuộc chi Araneus. Araneus dreisbachi được Herbert Walter Levi miêu tả năm 1991.